# Seznam zaniklých zámků v Česku
Seznam zaniklých zámků v Česku. Zaniklé zámky jsou zámky, které byly zbořeny, tedy již nestojí (neexistují). Součástí seznamu je i část věnovaná zámkům, které jsou ve velmi špatném technickém stavu a hrozí jejich zánik.

## Hlavní město Praha
| Zámek           | Městská část | Doba zániku (případně rok) | Důvod zániku                     |
| --------------- | ------------ | -------------------------- | -------------------------------- |
| Cikánka (zámek) | Radotín      | 2018                       | demolice za účelem nové výstavby |

## Středočeský kraj
| Zámek                            | Okres        | Doba zániku (případně rok) | Důvod zániku                                             |
| -------------------------------- | ------------ | -------------------------- | -------------------------------------------------------- |
| Bečváry (nový zámek)             | Kolín        | 1982                       | havarijní technický stav                                 |
| Cítov                            | Mělník       | 1940                       | požár                                                    |
| Dolní Kralovice                  | Benešov      | 1971                       | vodní nádrž Želivka                                      |
| Hlaváčova Lhota                  | Kolín        | 1967                       | havarijní technický stav                                 |
| Horní Kralovice                  | Benešov      | 1971                       | vodní nádrž Želivka                                      |
| Chlum u Mirošovic                | Praha-východ | 2012                       | požár                                                    |
| Kbel                             | Kolín        | 1983                       | havarijní technický stav                                 |
| Klučov                           | Kolín        | 1782                       |                                                          |
| Kojetice                         | Mělník       | 1982                       | havarijní technický stav                                 |
| Lošánky                          | Kolín        | 1986                       | havarijní technický stav                                 |
| Nový Ronov                       | Nymburk      | 1930–1940                  |                                                          |
| Petrovice (zámek, okres Benešov) | Benešov      | 2019                       | havarijní technický stav, komplikované vlastnické vztahy |
| Strančice                        | Praha-východ | 2011                       | zájem developerů                                         |
| Svatý Jan (Beyerovka)            | Kladno       | 1967                       | havarijní technický stav                                 |
| Trhový Štěpánov                  | Benešov      | 1741                       | požár                                                    |
| Včelní Hrádek                    | Praha-západ  | 1990                       | havarijní technický stav                                 |
| Zahrádka                         | Příbram      | 2007                       | havarijní technický stav                                 |

## Jihočeský kraj
| Zámek                   | Okres             | Doba zániku (případně rok) | Důvod zániku             |
| ----------------------- | ----------------- | -------------------------- | ------------------------ |
| Maříž (lovecký zámeček) | Jindřichův Hradec | 1950–1960                  | hraniční pásmo           |
| Mostky                  | Český Krumlov     | 1980–1990                  | havarijní technický stav |
| Nové Hobzí              | Jindřichův Hradec | 1843                       |                          |
| Přehořov                | Tábor             | 1975                       |                          |
| Rybník                  | Český Krumlov     | 1979                       | havarijní technický stav |
| Slavoňov                | Písek             | 1977                       | havarijní technický stav |
| Želeč                   | Tábor             | 2015                       | havarijní technický stav |
| Žofín                   | Český Krumlov     | 1980                       | hraniční pásmo           |

## Plzeňský kraj
| Zámek                     | Okres       | Doba zániku (případně rok) | Důvod zániku                               |
| ------------------------- | ----------- | -------------------------- | ------------------------------------------ |
| Čachrov                   | Klatovy     | 1971–1972                  | požár                                      |
| Darmyšl                   | Tachov      | 1984                       | havarijní technický stav                   |
| Debrník                   | Klatovy     | 1989                       | odchod Pohraniční stráže                   |
| Dlouhá Ves                | Klatovy     | 1949                       | požár                                      |
| Halže                     | Tachov      | 1966                       | požár                                      |
| Hracholusky (starý zámek) | Plzeň-sever | 2012                       | havarijní technický stav                   |
| Kozolupy                  | Plzeň–sever | 1945                       | bombardování Plzně                         |
| Lázně Letiny              | Plzeň-jih   | 1988                       | úpravy lázeňského komplexu                 |
| Lučina                    | Domažlice   | 1950–1960                  | hraniční pásmo                             |
| Jalový Dvůr               | Tachov      | 1960–1965                  | hraniční pásmo                             |
| Mutěnín                   | Domažlice   | 1887                       | požár                                      |
| Podlesí                   | Klatovy     | 1990                       | havarijní technický stav                   |
| Pořejov                   | Tachov      | 1945–1950                  | hraniční pásmo                             |
| Staré Sedliště            | Tachov      | 1970                       |                                            |
| Tisová (nový zámek)       | Tachov      | 2012                       |                                            |
| Tisová (starý zámek)      | Tachov      | 18. století                |                                            |
| Újezd Svatého Kříže       | Domažlice   | 1978                       | pohraniční stráž, havarijní technický stav |
| Vatětice                  | Klatovy     | 1945–1950                  |                                            |
| Vysoká Libyně             | Plzeň-sever | 1988                       | havarijní technický stav                   |

## Karlovarský kraj
| Zámek                  | Okres        | Doba zániku (případně rok) | Důvod zániku             |
| ---------------------- | ------------ | -------------------------- | ------------------------ |
| Albeřice               | Karlovy Vary | 1987                       | havarijní technický stav |
| Brložec                | Karlovy Vary | 1984                       | požár                    |
| Doupov                 | Karlovy Vary | 1965                       | požár                    |
| Dvoreček               | Cheb         | po r. 1945                 |                          |
| Dunkelsberg            | Karlovy Vary | po r. 1953                 | VVP Hradiště             |
| Horní Hraničná         | Cheb         | 1950–1960                  | hraniční pásmo           |
| Horní Luby             | Cheb         | 2016                       | havarijní technický stav |
| Horní Žitná            | Cheb         | 1945–1950                  | VVP Prameny              |
| Hrzín                  | Cheb         | 1973                       | havarijní technický stav |
| Chlumek (nový zámek)   | Sokolov      | 1983                       | havarijní technický stav |
| Kamenice               | Sokolov      | 1960–1970                  | havarijní technický stav |
| Kopaniny               | Cheb         | 1960–1970                  | havarijní technický stav |
| Kozlov                 | Karlovy Vary | 1939                       | havarijní technický stav |
| Krásná Lípa            | Sokolov      | 1945–1950                  | VVP Prameny              |
| Lipnice                | Sokolov      | 1970–1990                  |                          |
| Lomnička               | Cheb         | 1968                       |                          |
| Podhrad                | Cheb         | 1945–1950                  | vodní nádrž Jesenice     |
| Podhradí (dolní zámek) | Cheb         | 1965                       | havarijní technický stav |
| Podhradí (nový zámek)  | Cheb         | 1960–1970                  | havarijní technický stav |
| Skalná (dolní zámek)   | Cheb         | 1970–1980                  | požár                    |
| Smrčina                | Cheb         | 1963                       | havarijní technický stav |
| Teleč                  | Karlovy Vary | po 1948                    |                          |
| Valdov                 | Cheb         | 1990                       | havarijní technický stav |
| Žďár                   | Karlovy Vary | 1963                       | požár                    |
| Žlutice                | Karlovy Vary | 1761                       | požár                    |

## Ústecký kraj
| Zámek                 | Okres          | Doba zániku (případně rok) | Důvod zániku                            |
| --------------------- | -------------- | -------------------------- | --------------------------------------- |
| Ahníkov               | Chomutov       | 1986                       | těžba hnědého uhlí                      |
| Brany                 | Chomutov       | 1981                       | těžba hnědého uhlí                      |
| Bynovec               | Děčín          | 1846                       | požár                                   |
| Felixburg             | Chomutov       | 1871                       |                                         |
| Hrušovany             | Chomutov       | 1966                       | havarijní technický stav                |
| Hetov                 | Teplice        | 1968                       | Radovesická výsypka                     |
| Chlumec (nový zámek)  | Ústí nad Labem | 1950–1960                  | havarijní technický stav                |
| Chlumec (starý zámek) | Ústí nad Labem | 1950–1960                  | havarijní technický stav                |
| Jištěrpy              | Litoměřice     | 1808                       | zřícení - zisk stavebního materiálu     |
| Ledebour              | Ústí nad Labem | 1950                       | požár                                   |
| Libkovice             | Louny          | 1970–1980                  | havarijní technický stav                |
| Lipová (starý zámek)  | Děčín          | 1964                       | havarijní technický stav                |
| Na Tokáni             | Děčín          | 1905                       | požár                                   |
| Prunéřov              | Chomutov       | 1982                       | těžba hnědého uhlí                      |
| Přísečnice            | Chomutov       | 1973                       | vodní nádrž Přísečnice                  |
| Soběsuky              | Chomutov       | 1990                       | havarijní technický stav                |
| Svádov                | Ústí nad Labem | 1894                       | havarijní technický stav                |
| Třeboutice            | Litoměřice     | 1985                       |                                         |
| Široké Třebčice       | Chomutov       | 1985                       |                                         |
| Šternberk u Brtníků   | Děčín          | 1994                       | neodborně provedená rekonstrukce        |
| Trmice (starý zámek)  | Ústí nad Labem | 1965                       | havarijní technický stav                |
| Velemyšleves          | Louny          | 1989                       | havarijní technický stav                |
| Vernéřov              | Chomutov       | po r. 1986                 | neuskutečněná výstavba složiště popílku |
| Vidhostice            | Louny          | 1980–1990                  |                                         |
| Všebořice             | Ústí nad Labem | 1970–1980                  | havarijní technický stav                |

## Liberecký kraj
| Zámek                               | Okres      | Doba zániku (případně rok) | Důvod zániku             |
| ----------------------------------- | ---------- | -------------------------- | ------------------------ |
| Černousy                            | Liberec    | 1984                       | havarijní technický stav |
| Mimoň                               | Česká Lípa | 1985                       | nezájem o zámek          |
| Sloup v Čechách (Berkovský zámeček) | Česká Lípa | 1959                       | havarijní technický stav |
| Smědava                             | Liberec    | 1969                       | požár                    |
| Svojkov                             | Česká Lípa | 1958                       | požár                    |
| Zbinsko                             | Česká Lípa | kolem 1850                 | požár                    |

## Královéhradecký kraj
| Zámek               | Okres               | Doba zániku (případně rok) | Důvod zániku             |
| ------------------- | ------------------- | -------------------------- | ------------------------ |
| Barchůvek           | Hradec Králové      | 1911                       |                          |
| Bedřichovka         | Rychnov nad Kněžnou |                            |                          |
| Borovnice           | Rychnov nad Kněžnou | 1972                       | havarijní technický stav |
| Černá Voda          | Rychnov nad Kněžnou | 1993                       | požár                    |
| Choteč              | Jičín               | 1904                       |                          |
| Kostelec nad Orlicí | Rychnov nad Kněžnou | 1894                       | těžce poškozen vichřicí  |
| Kuks                | Trutnov             | 1901                       | havarijní technický stav |
| Obora               | Jičín               | 2004                       | havarijní technický stav |
| Světí               | Hradec Králové      | 1989                       | havarijní technický stav |
| Zdoňov              | Náchod              | 2008                       | havarijní technický stav |

## Pardubický kraj
| Zámek                            | Okres           | Doba zániku (případně rok) | Důvod zániku             |
| -------------------------------- | --------------- | -------------------------- | ------------------------ |
| Bělá nad Svitavou                | Svitavy         | 1952                       | požár                    |
| Brandýs nad Orlicí (starý zámek) | Ústí nad Orlicí | po r. 1652                 |                          |
| Hvězda                           | Svitavy         | po r. 1945                 | havarijní technický stav |
| Lusthaus                         | Ústí nad Orlicí | 1936                       | požár                    |
| Mostek                           | Ústí nad Orlicí | po r. 1730                 | nikdy nebyl dostavěn     |

## Kraj Vysočina
| Zámek          | Okres            | Doba zániku (případně rok) | Důvod zániku                  |
| -------------- | ---------------- | -------------------------- | ----------------------------- |
| Bačkov         | Havlíčkův Brod   | 2011                       | havarijní technický stav      |
| Biskupice      | Třebíč           | 1973/1974                  | havarijní technický stav      |
| Bohušice       | Třebíč           | asi 1781                   | požár                         |
| Červená Lhota  | Třebíč           |                            |                               |
| Karlův zámeček | Jihlava          | 1998                       | výstavba továrny Bosch Diesel |
| Kroměšín       | Havlíčkův Brod   | 2005                       | havarijní technický stav      |
| Mirošov        | Jihlava          | 1986                       | havarijní technický stav      |
| Plandry        | Jihlava          | 1998                       | havarijní technický stav      |
| Skalský Dvůr   | Žďár nad Sázavou | 1986                       | výstavba současného hotelu    |
| Vrbice         | Havlíčkův Brod   |                            | havarijní technický stav      |
| Výčapy         | Třebíč           | 2002                       |                               |
| Zdeňkov        | Jihlava          | 1816                       | požár                         |

## Jihomoravský kraj
| Zámek                            | Okres      | Doba zániku (případně rok) | Důvod zániku             |
| -------------------------------- | ---------- | -------------------------- | ------------------------ |
| Juliusburg                       | Vyškov     | po 1758                    | požár                    |
| Katzelsdorfská myslivna          | Břeclav    | 1956                       | požár                    |
| Louka                            | Blansko    | 1988                       | havarijní technický stav |
| Milonice                         | Blansko    | po r. 2000                 | havarijní technický stav |
| Rájec nad Svitavou (starý zámek) | Blansko    | před r. 1750               | požár                    |
| Rakovec                          | Blansko    | 2011                       | havarijní technický stav |
| Staré Brno                       | Brno–město | 1960                       | sanace Starého Brna      |
| Šlapanice (manský zámek)         | Brno-město | 1989                       | havarijní technický stav |
| Vracov                           | Hodonín    | 1969/1970                  | havarijní technický stav |

## Zlínský kraj
| Zámek      | Okres            | Doba zániku (případně rok) | Důvod zániku             |
| ---------- | ---------------- | -------------------------- | ------------------------ |
| Divnice    | Zlín             | 1984/1985                  | havarijní technický stav |
| Kyselovice | Kroměříž         | před r. 1947               | havarijní technický stav |
| Otrokovice | Zlín             | 1970–1980                  | havarijní technický stav |
| Pepčín     | Uherské Hradiště | 1981                       | havarijní technický stav |

## Olomoucký kraj
| Zámek           | Okres     | Doba zániku (případně rok) | Důvod zániku                              |
| --------------- | --------- | -------------------------- | ----------------------------------------- |
| Bludoveček      | Šumperk   | 1741                       | požár                                     |
| Buková          | Jeseník   | 2009                       | povodeň, havarijní technický stav         |
| Dřevnovice      | Prostějov | 1825                       | požár                                     |
| Grygov          | Olomouc   | po r. 1837                 |                                           |
| Horní Heřmanice | Jeseník   | 1980–1990                  | havarijní technický stav                  |
| Kožušany        | Olomouc   | 1979                       | havarijní technický stav                  |
| Křenovice       | Přerov    | okolo r. 1985              | havarijní technický stav                  |
| Ondřejovice     | Jeseník   | 1960                       | havarijní technický stav                  |
| Rapotín         | Šumperk   | 1970-1979                  | výstavba Výzkumného ústavu pro chov skotu |
| Velká Střelná   | Olomouc   | 1946                       | VVP Libavá                                |

## Moravskoslezský kraj
| Zámek                           | Okres         | Doba zániku (případně rok)         | Důvod zániku                                 |
| ------------------------------- | ------------- | ---------------------------------- | -------------------------------------------- |
| Alfrédova chata                 | Bruntál       | 2002                               | požár                                        |
| Bartovice                       | Ostrava-město | 1960–1970                          | havarijní technický stav                     |
| Brandýs                         | Karviná       | 1953                               | havarijní technický stav                     |
| Dobratice                       | Frýdek-Místek |                                    |                                              |
| Dobroslavice                    | Opava         | 1945                               | Ostravská operace                            |
| Dolní Domaslavice               | Frýdek-Místek | 1958                               | vodní nádrž Žermanice                        |
| Dolní Holčovice                 | Bruntál       | 1990-1995                          | havarijní technický stav                     |
| Dolní Líštná                    | Frýdek-Místek | 1970–1980                          | přestavba a modernizace Třince               |
| Dolní Marklovice                | Karviná       | 2005                               | havarijní technický stav                     |
| Dolní Povelice                  | Bruntál       | 1965                               |                                              |
| Dolní Soběšovice                | Frýdek-Místek | 1960                               | vodní nádrž Žermanice                        |
| Dolní Suchá                     | Karviná       | 1980                               | havarijní technický stav, těžba černého uhlí |
| Horní Bludovice                 | Frýdek-Místek | 1926                               | požár                                        |
| Horní Domaslavice               | Frýdek-Místek | 1955                               | havarijní technický stav                     |
| Horní Soběšovice                | Frýdek-Místek | 1960                               | vodní nádrž Žermanice                        |
| Horní Suchá                     | Karviná       | 1980                               | havarijní technický stav                     |
| Horní Ves                       | Opava         | 1975–1980                          | havarijní technický stav                     |
| Hrabyně                         | Opava         | 1950–1960                          | boje o Ostravu a Opavu                       |
| Hrozová (starý zámek)           | Bruntál       | 1877                               | havarijní technický stav                     |
| Hynčice                         | Bruntál       | 1961                               |                                              |
| Karviná (nový zámek)            | Karviná       | 1953                               | poddolování                                  |
| Karviná (starý zámek)           | Karviná       | 1950–1960                          | poddolování                                  |
| Kateřinice                      | Nový Jičín    | 1952                               | havarijní technický stav                     |
| Konská                          | Frýdek–Místek | 1970–1980                          | destruktivní přestavba                       |
| Kunčice nad Ostravicí           | Ostrava-město | 2011                               | požár, havarijní technický stav trosek       |
| Kunčičky                        | Ostrava-město | 1899                               | požár                                        |
| Město Albrechtice (starý zámek) | Bruntál       | 1980                               | havarijní technický stav                     |
| Moravské Pelhřimovy             | Bruntál       | 1949                               | likvidace celé vsi                           |
| Nové Lublice                    | Opava         | 1970–1980                          |                                              |
| Odry                            | Nový Jičín    | 1966                               | požár                                        |
| Opava                           | Opava         | 1892                               |                                              |
| Orlová                          | Karviná       | 1973                               | poddolování                                  |
| Petřvald                        | Nový Jičín    | 1962                               | havarijní technický stav                     |
| Pražmo                          | Frýdek-Místek | před r. 1833                       |                                              |
| Prostřední Bludovice            | Frýdek-Místek | 1998                               | havarijní technický stav                     |
| Prostřední Suchá                | Karviná       | 1965                               | poddolování                                  |
| Pusté Jakartice                 | Opava         | 1945                               | druhá světová válka                          |
| Radvanice                       | Ostrava-město | 1980                               | havarijní technický stav                     |
| Ráj                             | Karviná       | 1980                               | požár                                        |
| Stanislavice                    | Karviná       | 1967                               | havarijní technický stav                     |
| Starý Bohumín                   | Karviná       | 1980–1990                          | havarijní technický stav                     |
| Stonava                         | Karviná       | 1966                               | poddolování                                  |
| Šenov                           | Frýdek-Místek | 1927                               | havarijní technický stav                     |
| Štítina                         | Opava         | 1988                               | havarijní technický stav                     |
| Třanovice                       | Frýdek-Místek | 2005 (vlastní zámek okolo r. 1907) |                                              |
| Třebovice                       | Ostrava-město | 1958                               | havarijní technický stav                     |

## Silně ohrožené zámky
Jedná se o zámky, které jsou ve velmi špatném stavu a v brzké době by se mohly ocitnout mezi zaniklými.
| Zámek                      | Okres             | Doba vzniku ohrožení (případně rok) | Důvod ohrožení                   | Současný stav |
| -------------------------- | ----------------- | ----------------------------------- | -------------------------------- | --- |
| Lovecký zámeček Bažantnice | Mladá Boleslav    |                                     | havarijní technický stav         | po zřícení střechy zbývá pouze obvodové zdivo                                                                         |
| Beroun (Na ptáku)          | Beroun            |                                     | havarijní technický stav         | V roce 2013 se část zchátralého zámečku zřítila.                                                                      |
| Bělá nad Radbuzou          | Domažlice         | 2014                                | požár                            | Od požáru není zámek udržován a mění se ve zříceninu.                                                                 |
| Boreč                      | Litoměřice        | po r. 1945                          | havarijní technický stav         | Neudržovaný chátrající zámek zřejmě míří ke svému konci.                                                              |
| Brnky u Prahy              | Praha-východ      | po r. 1945                          | havarijní technický stav         | Neudržovaný chátrající zámek zřejmě míří ke svému konci.                                                              |
| Brocno                     | Litoměřice        | 1933                                | požár                            | Po požáru byl opraven, ale nyní nevyužívaný chátrá a pomalu se rozpadá.                                               |
| Budov                      | Karlovy Vary      | po r. 1945                          | havarijní technický stav         | ruiny zámku |
| Byšice                     | Mělník            | po r. 1945                          | havarijní technický stav         | Nevyužívaný chátrající zámek ponechán současným majitelem svému osudu.                                                |
| Bzí                        | České Budějovice  |                                     | havarijní technický stav         | |
| Černá Hať                  | Plzeň-sever       | po r. 1945                          | havarijní technický stav         | Silně zchátralý zámeček bez zájmu majitele nezadržitelně směřuje ke svému konci.                                      |
| Český Rudolec              | Jindřichův Hradec | po r. 1945                          | havarijní technický stav         | Současný majitel zatím provádí jen nejnutnější opravy.                                                                |
| Deštné                     | Opava             | po r. 1945                          | havarijní technický stav         | Část zámku je zřícena, zbytek ve špatném stavu.                                                                       |
| Děpoltovice                | Karlovy Vary      | po r. 1945                          | havarijní technický stav         | V roce 2014 se část krovů propadla, silně narušeny jsou i nosné konstrukce.                                           |
| Dianin Dvůr                | Domažlice         | po r. 1945                          | hraniční pásmo                   | ruiny zámku |
| Dobříčany                  | Louny             | po r. 1945                          | havarijní technický stav         | Polorozpadlý zámek bez zájmu majitele chátrá.                                                                         |
| Dolní Lutyně               | Karviná           | po r. 1945                          | havarijní technický stav         | Obydlené zámky neúprosně chátrají a rozpadají se.                                                                     |
| Dolní Valtinov             | Česká Lípa        | 1983                                | požár                            | Vyhořelý a neudržovaný zámek postupně spěje ke svému konci.                                                           |
| Dubenec                    | Příbram           |                                     | havarijní technický stav         | Existenci zámku ohrožuje nejenom zchátralost objektu, ale také nová trasa plánované dálnice.                          |
| Dvojhradí                  | Teplice           | 2018                                | požár                            | Po požáru zůstaly z loveckého zámečku jen zbytky obvodového zdiva.                                                    |
| Hamrníky                   | Cheb              | 2007                                | požár                            | Vyhořelý zámek prošel pouze nedostatečnými zajišťovacími pracemi.                                                     |
| Hartenberg                 | Sokolov           | 1984–1991                           | požáry                           | Zbytky zdí postupně procházejí opravou.                                                                               |
| Hazlov                     | Cheb              | po r. 1945                          | havarijní technický stav         | Od roku 2010 procházejí zbytky zdí opravami.                                                                          |
| Hlavňovice                 | Klatovy           | po r. 1945                          | havarijní technický stav         | Silně zchátralý zámek zřejmě míří ke svému konci.                                                                     |
| Hnojník                    | Frýdek-Místek     | po r. 1948                          | havarijní technický stav         | Rekonstrukce zámku majitelem po pokutách od NPÚ ukončena a zámek nabídnut k prodeji.                                  |
| Horní Dlouhá Loučka        | Olomouc           | po r. 1945                          | požár v roce 1985, neúdržba      | Zámek zpustošen požárem, neudržován, místy propadlá střecha. V roce 2014 sňata památková ochrana.                     |
| Hrobčice                   | Teplice           | po r. 1945                          | havarijní technický stav         | Zámek, zcela bez střešní krytiny, bez zájmu majitele chátrá.                                                          |
| Hřebečníky                 | Rakovník          |                                     | havarijní technický stav         | Majitel místo slibované rekonstrukce zámeckého areálu zahájil jeho likvidaci (stav v r. 2014).                        |
| Chcebuz                    | Litoměřice        | po r. 1945                          | havarijní technický stav         | Část budov se již zřítila.                                                                                            |
| Chocenice (starý zámek)    | Plzeň-jih         | po r. 1945                          | havarijní technický stav         | |
| Chotěbuz                   | Karviná           | po r. 1948                          | havarijní technický stav         | Silně zchátralý zámek bez zájmu majitele směřuje ke svému konci.                                                      |
| Chotýšany                  | Benešov           |                                     | havarijní technický stav         | |
| Kamenná                    | Příbram           |                                     | havarijní technický stav         | Chátrající zámek nezadržitelně směřuje ke svému konci.                                                                |
| Kamýk                      | Rokycany          | po r. 1839                          |                                  | zbytky zdí |
| Kohout                     | Jeseník           | po r. 1945                          | havarijní technický stav         | Dochováno obvodové zdivo.                                                                                             |
| Kojšice                    | Klatovy           | po r. 1945                          | havarijní technický stav         | Část zdi již zřícená, vlastník nemá finance na opravu.                                                                |
| Koleč                      | Kladno            |                                     | havarijní technický stav         | Jižní křídlo zámku zajištěno novou střechu, zbytek neutěšeně chátrá.                                                  |
| Kostelní Bříza             | Sokolov           | po r. 1945                          |                                  | zbytky zdí |
| Kostelní Vydří             | Jindřichův Hradec | po r. 1948                          | havarijní technický stav         | Silně zchátralý zámek se postupně mění v torzo.                                                                       |
| Kounice                    | Nymburk           | 1990                                | požár                            | Vyhořelý zámek nadále chátrá.                                                                                         |
| Krásná Hora                | Benešov           | po r. 1945                          |                                  | zbytky přízemí a sklepy                                                                                               |
| Kuřívody                   | Česká Lípa        | po r. 1968                          | havarijní technický stav         | Majitel se sice snaží zámek opravovat, ale realita je podle všeho jiná.                                               |
| Libčeves                   | Louny             | po r. 1960                          | havarijní technický stav         | zbytky zdí |
| Lipová (nový zámek)        | Děčín             | po r. 1945                          | havarijní technický stav         | Zbytky zdí jsou postupně rekonstruovány.                                                                              |
| Líšťany                    | Plzeň-sever       | po r. 1970                          | havarijní technický stav         | Neudržovaný zámek nezadržitelně směřuje ke svému konci.                                                               |
| Maříž (zámek)              | Jindřichův Hradec | 1950–1960                           | hraniční pásmo                   | zbytky zdí |
| Moravany                   | Chrudim           | po r. 1948                          | havarijní technický stav         | Silně zchátralý zámek prochází pouze nejnutnějšími opravami.                                                          |
| Mořičov                    | Karlovy Vary      | před r. 1945                        | nevyužíván                       | zbytky zdí |
| Mrač                       | Benešov           |                                     | nevyužíván                       | zbytky zdí |
| Nekmíř                     | Plzeň-sever       | po r. 1945                          | havarijní technický stav         | Zchátralý zámek napaden vlhkostí a houbou.                                                                            |
| Neulust                    | Pardubice         | po r. 1823                          | nevyužíván                       | zbytky zdí |
| Nový Dvůr                  | Plzeň-sever       | kolem r. 1945                       | požár                            | zbytky zdí |
| Ohrazenice                 | Tábor             | po r. 1948                          | havarijní technický stav         | Zámek bez zájmu majitele chátrá.                                                                                      |
| Omlenička                  | Český Krumlov     | po r. 1945                          | havarijní technický stav         | Chátrající zámek nezadržitelně směřuje ke svému konci.                                                                |
| Petrovice                  | Praha             | 2011                                | havarijní technický stav a požár | Částečně vyhořelý a neudržovaný zámek nadále chátrá.                                                                  |
| Pětipsy                    | Chomutov          | po r. 1948                          | havarijní technický stav         | zbytky zdí |
| Planá                      | Tachov            | po r. 1948                          | havarijní technický stav         | zchátralý zámek v noci z 10. na 11. listopadu 2017 zasáhl požár                                                       |
| Pleniska                   | Frýdek–Místek     | po r. 1945                          | havarijní technický stav         | rozebrán a znovu složen v Jablunkově–Písku                                                                            |
| Podhradí (horní zámek)     | Cheb              | 1902                                | požár                            | zbytky zdí |
| Pravonín                   | Benešov           |                                     | havarijní technický stav         | Zchátralý zámek bez zájmu majitele patrně směřuje ke svému konci.                                                     |
| Prostiboř                  | Tachov            | po r. 1945                          | havarijní technický stav         | Zbytky zdí procházejí postupnou rekonstrukcí.                                                                         |
| Přívozec                   | Domažlice         | po r. 1945                          | havarijní technický stav         | Chátrající zámek bez zájmu majitele patrně míří ke svému konci.                                                       |
| Rešice                     | Znojmo            | po r. 1948                          | havarijní technický stav         | Zámek bez zájmu majitele chátrá, hospodářský dvůr využíván k ustájení koní.                                           |
| Rožmitál pod Třemšínem     | Příbram           |                                     | havarijní technický stav         | Chátrající zámek se postupně rozpadá.                                                                                 |
| Rudník                     | Trutnov           | po r. 1948                          | havarijní technický stav         | Ze silně zchátralého zámku, jehož část byla přestavěna na pivovar, zbývají v podstatě obvodové zdi.                   |
| Skalná (horní zámek)       | Cheb              | po r. 1945                          | havarijní technický stav         | Budovy dosud stojí, ale jsou ve velmi špatném stavu a postupně se rozpadají.                                          |
| Skřivánek                  | Havlíčkův Brod    | po r. 1948                          | havarijní technický stav, houba  | Zdevastovaný a nevyužívaný zámek je napaden houbou.                                                                   |
| Statenice                  | Praha-západ       |                                     | havarijní technický stav         | Silně zchátralý zámek patrně směřuje ke svému konci.                                                                  |
| Starý Rokytník             | Trutnov           | 19. století                         | požár                            | zbytky zdí |
| Střížkov                   | Benešov           |                                     | havarijní technický stav         | |
| Studénka                   | Mladá Boleslav    | po r. 1945                          | havarijní technický stav         | Z většiny objektu zbývají obvodové zdi, které prochází rekonstrukcí.                                                  |
| Světce                     | Tachov            | po r. 1862                          | nezájem majitelů                 | Zbytky zdí – část přiléhající k zámku (snad jedno z jeho křídel) využívá učiliště.                                    |
| Tasovice                   | Znojmo            | 2009                                | požár                            | Velmi cenný zámecký areál s mlýnem se nezadržitelně mění v trosky.                                                    |
| Tlustec                    | Česká Lípa        |                                     |                                  | zbytky zdí |
| Toužim                     | Karlovy Vary      | po r. 1945                          | havarijní technický stav         | |
| Tůmův vrch                 | Jindřichův Hradec | 1860                                | požár                            | V roce 2013 se zbytky zdí zřítily, což zřejmě znamená definitivní konec zámečku.                                      |
| Vartenberk                 | Česká Lípa        | 1987                                | požár                            | Vyhořelý zámek je postupně rekonstruován.                                                                             |
| Veselí                     | Klatovy           | po r. 1945                          | havarijní technický stav         | Zámek, napadený vlhkostí, houbou a hnilobou, nezadržitelně chátrá.                                                    |
| Vintířov (nový zámek)      | Chomutov          | po r. 1948                          | havarijní technický stav         | Rozpadající se zámek pomalu směřuje ke svému zániku.                                                                  |
| Vintířov (starý zámek)     | Chomutov          | po r. 1948                          | havarijní technický stav         | Rozpadající se zámek pomalu směřuje ke svému zániku.                                                                  |
| Vlastějovice               | Kutná Hora        | 19. století                         |                                  | Zbytky zámku využity při výstavbě domu, dochovala se zámecká kaple sv. Máří Magdaleny.                                |
| Vlčkovice                  | Benešov           |                                     | havarijní technický stav         | |
| Vršovice                   | Louny             | po r. 1945                          | havarijní technický stav         | |
| Walddorf                   | Domažlice         | po r. 1945                          | požár                            | zbytky zdí |
| Zahrádecký letohrádek      | Česká Lípa        | po r. 1945                          | nevyužíván                       | zbytky zdí |
| Zahrádky                   | Česká Lípa        | 2003                                | požár                            | Vyhořelý zámek údajně prochází rekonstrukcí.                                                                          |
| Zásadka                    | Mladá Boleslav    | 1790                                | požár                            | zbytky zdí |
| Zvěstov                    | Benešov           | po r. 1948                          | havarijní technický stav         | Chátrající zámek se postupně mění v ruiny.                                                                            |
| Žáky                       | Kutná Hora        |                                     | havarijní technický stav         | V málo obvyklé skupině dvou panských sídel (zámek + tvrz) a několika dalších objektů patří zámeček k nejohroženějším. |